# Augusta Sofia de Sulzbach
Augusta Sofia de Sulzbach (Sulzbach, 22 de novembro de 1624 - Nurembergue, 30 de abril de 1682) foi uma Condessa Palatina de Sulzbach e Princesa Herdeira de Lobkowicz, por casamento.

## Vida
Augusta Sofia era filha de Augusto, Duque Palatino de Sulzbach (1582-1632,) e da Duquesa Edviges de Schleswig-Holstein-Gottorp (1603-1657), filha do Duque João Adolfo de Holstein-Gottorp. Augusta Sofia recebeu uma rigorosa educação protestante e, após a morte de seu pai, foi morar com a tia-avó, a rainha Maria Leonor da Suécia, em Nicopinga.
Seu casamento, em 6 de fevereiro de 1653, com o Príncipe Venceslau Eusébio de Lobkowitz (1609-1677), filho do Príncipe Zdenek Adalberto de Lobkowicz (1568 - 1628) e da Baronesa Polyxena de Pernstein (1566 - 1642), causou grande agitação, pois o príncipe era católico praticante e seu pai havia sido elevado à condição principesca imperial apenas em 1624. Como dote, Augusta Sofia recebeu 12.000 tálers e, como doação, recebeu seu escritório e o castelo em Sternstein, e uma pensão de 2.800 tálers. Seu irmão, Cristiano Augusto de Sulzbach, exigiu do noivo que garantisse o credo protestante da princesa, mas isso não estava incluído nos contratos de casamento. No entanto, por parte do príncipe, não houve influência para persuadir sua esposa a se converter. Augusta Sofia também se recusou a visitar a corte imperial católica em Viena, onde seu marido serviu como Primeiro Conselheiro Privado, isto é, o ministro-chefe de Leopoldo I.
Augusta Sofia cuidava do castelo em Neustadt, em Waldnaab, a sede principesca de Lobkowicz, onde possuía sua própria capela no Castelo Velho, era caridosa e até popular entre o clero católico. No Principado de Sagan, ela foi capaz de influenciar seu marido a uma política de tolerância em relação aos protestantes.
Após a morte de seu marido, Augusta Sofia viveu em Nuremberg, onde também morreu, e foi enterrado na Igreja Luterana de São Lourenço.

## Casamento e descendência
De seu casamento, Augusta Sofia teve os seguintes filhos filhos:
- Filho natimorto (1654)
- Fernando Augusto de Lobkowicz (1655–1715)

∞ 1677 Condessa Cláudia Francisca de Nassau-Hadamar (1660–1680)
∞ 1680 Princesa Ana Maria de Baden-Baden (1655–1701)
∞ 1703 Condessa Maria Filipina de Althann (1671–1706)
∞ 1707 Princesa Maria Joana von Schwarzenberg (1681–1739)
- Filipe Fernando Adalberto (1656–1659)
- Maria Edviges Sofia (1658–1660)
- Francisco Guilherme de Lobkowicz (1659–1698)

## Literatura
- Adam Wolf: Fürst Wenzel Lobkowitz: erster geheimer Rath Kaiser Leopold's I., 1609-1677; sein Leben und Wirken, Wilhelm Braumüller, Wien, 1869, S. 40 ff.